# Starý Tekov
Starý Tekov (Hongaars: Óbars) is een Slowaakse gemeente in de regio Nitra, en maakt deel uit van het district Levice.
Starý Tekov telt 1.448 inwoners.